# Gnathochromis pfefferi
Gnathochromis pfefferi là một loài cá thuộc họ Cichlidae. Nó được tìm thấy ở Burundi, Cộng hòa Dân chủ Congo, Tanzania, and Zambia. Các môi trường sống tự nhiên của chúng là sông, swamps, hồ nước ngọt, đầm lầy nước ngọt, and inland deltas.